# Heishi
Un heishi (瓶子) est un type de bouteille très ancienne destinée au saké, un alcool traditionnel japonais, à base de riz fermenté. Il peut être en bois laqué, en métal, en porcelaine ou en céramique. Il a une forme inspiré à la fois du monde arabe et chinois (du meiping notamment), avec un col miniature, des épaules larges et un corps resserré près du pied. Sa taille est variable mais il peut mesurer jusqu'à 33 cm de haut et 24 cm de diamètre. 
En général, il est destiné à l'offrande du saké dans les lieux de culte shinto lors d'une cérémonie appelée sekiten. Il est alors présenté par paire et est conservé et exposé ainsi ; aujourd'hui on en trouve aussi des versions domestiques miniatures. Toutefois, les hautes classes s'en servaient autrefois pour le simple service du saké.
Il servait aussi, avec le col brisé, à recueillir les cendres ou les os des défunts et à les enterrer.